# Violeta Tomić
Violeta Tomić [violéta tómić], slovenska igralka, političarka, * 22. januar 1963, Sarajevo.
Je nekdanja poslanka v Državnem zboru Republike Slovenije. Pred tem je bila zaposlena kot gledališka in filmska igralka.

## Igralska kariera
Tomićeva je leta 1985 diplomirala na AGRFT pri profesorju Francetu Jamniku z vlogo Jacinte v drami Ivana Cankarja Pohujšanje v dolini šentflorjanski v režiji Barbare Hieng, za katero je dobila študentsko Severjevo nagrado za sezono 1985/86.
Kasneje je od začetka do konca sodelovala z režiserjem Draganom Živadinovim kot članica Gledališča sester Scipion Nasice. Od leta 1987 do 2001 je bila redno zaposlena v Mestnem gledališču ljubljanskem. Med letoma 2003 in 2005 je bila na RTV Slovenija voditeljica kviza Najšibkejši člen. Leta 2004 je ustanovila lastno gledališče (Avtonomno Gledališče Lili Irt). 
Igrala je lik Salvete Ciganke v drugem delu priljubljene televizijske satirične komedije Kursadžije na RTV Pink in v nadaljevanki Ena žlahtna štorija. Študirala je tudi biodinamične metode kmetovanja Rudolfa Steinerja in Marie Thun.
Od februarja do maja 2024 je sovoditeljica pogovorne oddaje Dober dan, Slovenija na TV3.

## Politika
Leta 2014 je bila Violeta Tomič na listi Združene levice izvoljena za poslanko na državnem zboru. Ponovno je bila na listi Levice v državni zbor izvoljena na državnozborskih volitvah leta 2018.
Bila je ena od dveh vodilnih kandidatov Evropske levice na Evropskih volitvah 2019, kar pomeni, da bi lahko v primeru zmage te evropske skupine, Tomićeva postala predsednica Evropske komisije. Na evropskih volitvah je bila tudi nosilka liste Levice, a ni dobila zadostne podpore za preboj v Evropski parlament.
V času 8. državnega zbora Republike Slovenije je bila Tomićeva članica naslednjih delovnih teles:
- Komisija za odnose s Slovenci v zamejstvu in po svetu (članica)
- Mandatno-volilna komisija (članica)
- Odbor za kmetijstvo, gozdarstvo in prehrano (članica)
- Odbor za kulturo (predsednica)
- Odbor za zadeve Evropske unije (članica)

Maja 2019 je v intervjuju za Euronews na vprašanje, ali bi morala Rusija Ukrajini vrniti okupirani polotok Krim, po dolgi tišini, pospremljeni z »grimasami«, odgovorila: »Ne vem, ker je to njihova lastna stvar.« Predlagala je tudi ponoven referendum o priključitvi Krima Rusiji.
Zaradi razhajanj, ki so se še zaostrila v času pandemije COVID-19, je 19. januarja 2022 izstopila iz stranke Levica.. Konec marca 2022 se je pridružila Ivanu Galetu in Violeti Bulc v stranki Naša prihodnost. Na parlamentarnih volitvah leta 2022 ni bila izvoljena za vnovičen mandat.
V obdobju od 2021 dalje se pojavlja kot govornica na shodih v organizaciji proruskega gibanja Slovenija proti rusofobiji. Vojno v Ukrajini označuje za posredniško vojno med ZDA in Rusijo. Meni, da vojne ni moč končati samo z ruskim umikom iz Ukrajine, saj po njenem mnenju začetek vojne ni bil ruski napad na Ukrajino leta 2022, temveč se je začela leta 2014 zaradi »ukrajinskega zatiranja pravic ruske manjšine znotraj Ukrajine« ob podpori Zahoda. Zastopa rusko stališče, da se je v Donbasu dogajal genocid. Pravni center za varstvo človekovih pravic in okolja je njene obtožbe o genocidu označil za napačne. Trdi, da »Rusije v zgodovini ni še nihče premagal«, in da obstaja »zaveza o neširjenju NATO do ruskih meja«.
Ruskega opozicijskega politika Alekseja Navalnega, ki je umrl v sumljivih okoliščinah, je označila za po pravici zaprtega »plačanca«, »agenta« in »nosilca fašistoidnih idej«, ter posredno izrazila podporo režimu Vladimirja Putina.
Njene trditve, da je Volodimirju Zelenskemu maja 2024 potekel mandat in zato ni več predsednik Ukrajine, so bile označene za zavajujoče.

### Nič od tega
22. marca 2024 je v Ljubljani predstavila novo politično stranko Nič od tega, ki jo je soustanovila z aktivistom Borisom Žuljem, sicer soustanoviteljem stranke Solidarnost. Tomićeva je že mesec pred uradno predstavitvijo napovedala tudi udeležbo na junijskih evropskih volitvah. Na tiskovni konferenci so predstavniki stranke potrdili, da na funkciji evroposlanke vidijo Tomićevo. Njena kandidatura je bila neuspešna, stranka Nič od tega je na volitvah osvojila zadnje mesto in se ni prebila v evropski parlament, Tomičeva pa je prejela 5.399 preferenčnih glasov volivcev.